# Czernina
La czernina és una sopa típica de la cuina de Polònia. La sopa es fa sobretot amb sang d'ànec i un brou.

## Característiques
La sopa té un sabor àcid que sol dissimular-se amb l'afegitó de sucre i vinagre. Tot i ser un plat senzill hi ha tot de variants a diferents parts de Polònia i també de Lituània. De vegades entre els ingredients hi ha components dolços com el xarop de pruna, pera o mel. Com la majoria de les sopes de la cuina polonesa, sol ser servida acompanyada de fideus, macarrons o patates bullides.

## Símbol
Fins al segle xix la czernina fou el símbol de la cultura polonesa. Se sol servir entre els joves perquè s'acostumin al sabor i puguin mantenir la tradició. Com a símbol es tracta d'un element imprescindible al Pan Tadeusz, el famós poema èpic d'Adam Mickiewicz.